# Liesville-sur-Douve
Liesville-sur-Douve [ljɛvil syʁ duv] est une commune française, située dans le département de la Manche en région Normandie, peuplée de 214 habitants.

## Géographie

### Hydrographie
La commune est située dans le bassin Seine-Normandie. Elle est drainée par la Douve, le bras 01 du Bout-Es-Loups, le canal 01 de la commune de Blosville, le canal 01 de la commune de Houesville, le canal 02 de la Grande Plaine, le cours d'eau 01 du Bout Es Loup, la Douve, le fossé 01 du Becquet, la rivière de la Trace et un autre petit cours d'eau,.
La Douve, d'une longueur de 79 km, prend sa source dans la commune de Tollevast et se jette  dans la baie de Seine à Carentan-les-Marais, après avoir traversé 28 communes. 

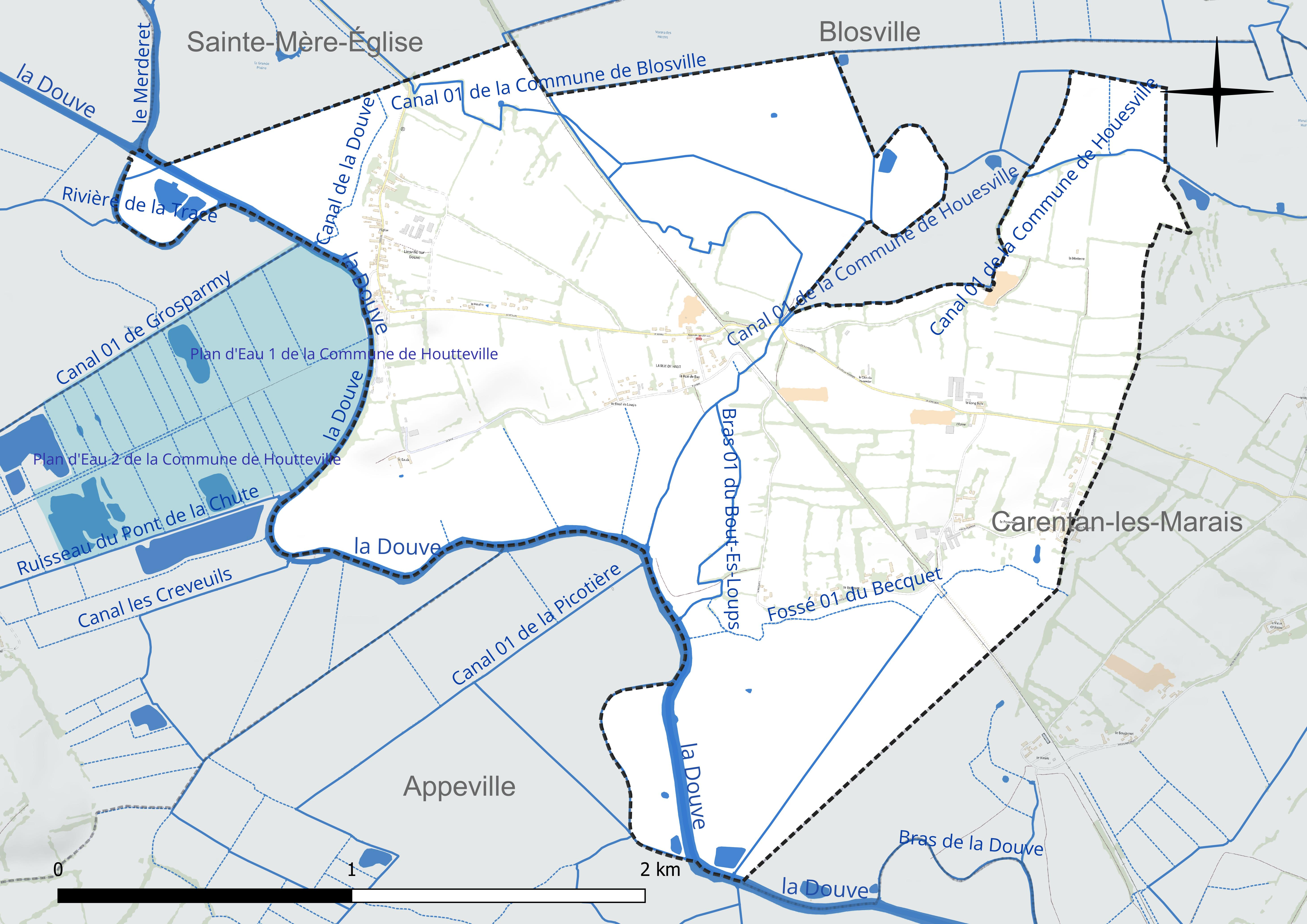
Réseau hydrographique de Liesville-sur-Douve.

### Climat
Pour des articles plus généraux, voir Climat de la Normandie et Climat de la Manche.
En 2010, le climat de la commune est de type climat océanique franc, selon une étude du CNRS s'appuyant sur une série de données couvrant la période 1971-2000. En 2020, Météo-France publie une typologie des climats de la France métropolitaine dans laquelle la commune est exposée à un climat océanique et est dans la région climatique  Normandie (Cotentin, Orne), caractérisée par une pluviométrie relativement élevée (850 mm/a) et un été frais (15,5 °C) et venté. Parallèlement le GIEC normand, un groupe régional d’experts sur le climat, différencie quant à lui, dans une étude de 2020, trois grands types de climats pour la région Normandie, nuancés à une échelle plus fine par les facteurs géographiques locaux. La commune est, selon ce zonage, exposée à un « climat maritime », correspondant au Cotentin et à l'ouest du département de la Manche, frais, humide et pluvieux, où les contrastes pluviométrique et thermique sont parfois très prononcés en quelques kilomètres quand le relief est marqué.
Pour la période 1971-2000, la température annuelle moyenne est de 11,3 °C, avec une amplitude thermique annuelle de 10,8 °C. Le cumul annuel moyen de précipitations est de 700 mm, avec 12,6 jours de précipitations en janvier et 7,5 jours en juillet. Pour la période 1991-2020, la température moyenne annuelle observée sur la station météorologique la plus proche, située sur la commune de Sainte-Marie-du-Mont à 7 km à vol d'oiseau, est de 11,6 °C et le cumul annuel moyen de précipitations est de 890,0 mm,. Pour l'avenir, les paramètres climatiques de la commune estimés pour 2050 selon différents scénarios d’émission de gaz à effet de serre sont consultables sur un site dédié publié par Météo-France en novembre 2022.

## Urbanisme

### Typologie
Au 1er janvier 2024, Liesville-sur-Douve est catégorisée commune rurale à habitat très dispersé, selon la nouvelle grille communale de densité à sept niveaux définie par l'Insee en 2022.
Elle est située hors unité urbaine. Par ailleurs la commune fait partie de l'aire d'attraction de Carentan-les-Marais, dont elle est une commune de la couronne,. Cette aire, qui regroupe 13 communes, est catégorisée dans les aires de moins de 50 000 habitants,.

### Occupation des sols
L'occupation des sols de la commune, telle qu'elle ressort de la base de données européenne d’occupation biophysique des sols Corine Land Cover (CLC), est marquée par l'importance des territoires agricoles (100 % en 2018), une proportion identique à celle de 1990 (100 %). La répartition détaillée en 2018 est la suivante : prairies (53 %), zones agricoles hétérogènes (41,1 %), terres arables (5,8 %). L'évolution de l’occupation des sols de la commune et de ses infrastructures peut être observée sur les différentes représentations cartographiques du territoire : la carte de Cassini (XVIIIe siècle), la carte d'état-major (1820-1866) et les cartes ou photos aériennes de l'IGN pour la période actuelle (1950 à aujourd'hui).

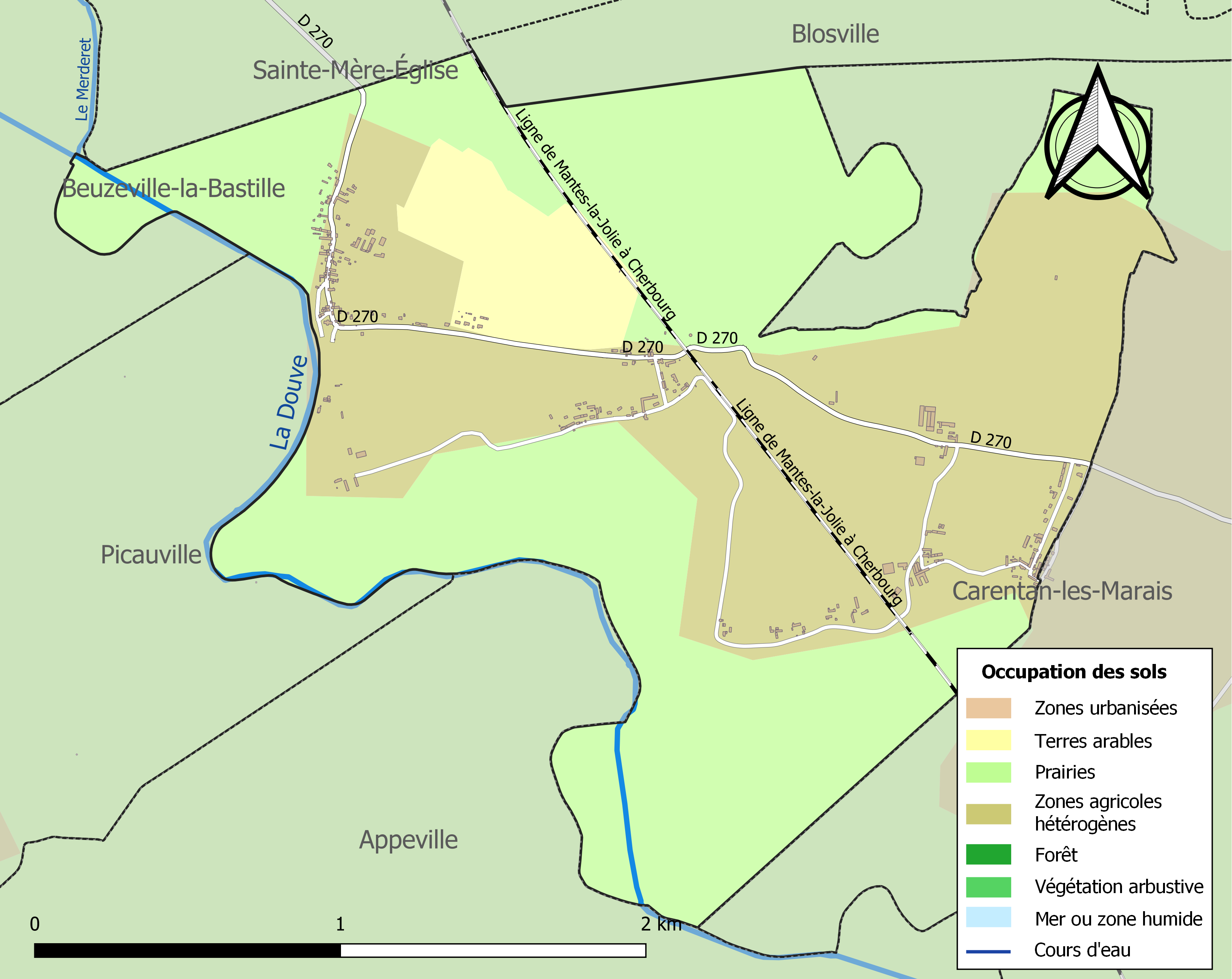
Carte des infrastructures et de l'occupation des sols de la commune en 2018 (CLC).

## Toponymie
Le nom de la localité est attesté sous la forme Levilla vers 1135.
La référence au fleuve côtier Douve a été ajoutée en 1954 au nom de la commune.
Le gentilé est Liesvillais.

## Histoire
Le premier seigneur connu de Liesville est un certain Alexandre de Liesville qui donna, en 1180, un moulin à vent situé à Montmartin-en-Graignes, à l'abbaye de Saint-Sauveur-le-Vicomte.

## Politique et administration

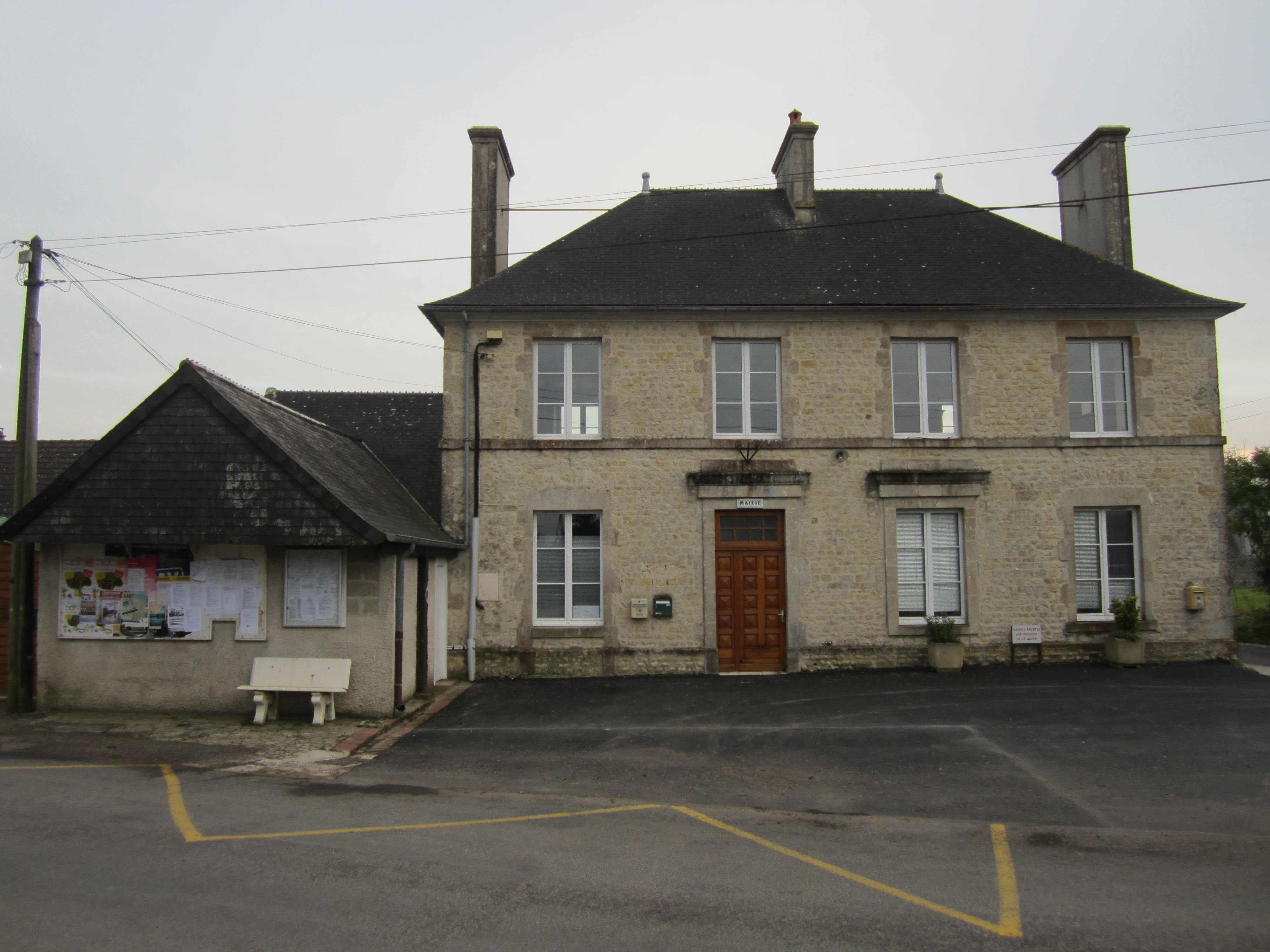
Liesville-sur-Douve, Manche.

| Période                                  | Période   | Identité                 | Étiquette | Qualité                |
| ---------------------------------------- | --------- | ------------------------ | --------- | ---------------------- |
| 1830                                     | 1840      | Jean-Richard Belin-Duval |           |                        |
| 1981                                     | mars 2008 | Jean Dumoncel            | SE        | Commercial             |
| mars 2008                                | mars 2014 | Francine Lefrand         | SE        | Secrétaire commerciale |
| mars 2014                                | En cours  | Sonia La Dune            | SE        | Comptable              |
| Les données manquantes sont à compléter. |           |                          |           |                        |

## Démographie
L'évolution du nombre d'habitants est connue à travers les recensements de la population effectués dans la commune depuis 1793. Pour les communes de moins de 10 000 habitants, une enquête de recensement portant sur toute la population est réalisée tous les cinq ans, les populations de référence des années intermédiaires étant quant à elles estimées par interpolation ou extrapolation. Pour la commune, le premier recensement exhaustif entrant dans le cadre du nouveau dispositif a été réalisé en 2007.
En 2022, la commune comptait 214 habitants, en évolution de +4,9 % par rapport à 2016 (Manche : −0,31 %, France hors Mayotte : +2,11 %).
| 1793 | 1800 | 1806 | 1821 | 1831 | 1836 | 1841 | 1846 | 1851 |
| ---- | ---- | ---- | ---- | ---- | ---- | ---- | ---- | ---- |
| 404  | 417  | 395  | 384  | 377  | 396  | 379  | 360  | 332  |

| 1856 | 1861 | 1866 | 1872 | 1876 | 1881 | 1886 | 1891 | 1896 |
| ---- | ---- | ---- | ---- | ---- | ---- | ---- | ---- | ---- |
| 327  | 356  | 345  | 327  | 331  | 317  | 317  | 308  | 312  |

| 1901 | 1906 | 1911 | 1921 | 1926 | 1931 | 1936 | 1946 | 1954 |
| ---- | ---- | ---- | ---- | ---- | ---- | ---- | ---- | ---- |
| 315  | 314  | 348  | 278  | 266  | 256  | 235  | 212  | 253  |

| 1962 | 1968 | 1975 | 1982 | 1990 | 1999 | 2006 | 2007 | 2012 |
| ---- | ---- | ---- | ---- | ---- | ---- | ---- | ---- | ---- |
| 217  | 231  | 179  | 153  | 149  | 153  | 212  | 220  | 204  |

| 2017 | 2022 | - | - | - | - | - | - | - |
| ---- | ---- | - | - | - | - | - | - | - |
| 204  | 214  | - | - | - | - | - | - | - |

En 1722, la paroisse comptait 80 feux imposables, 386 habitants vers 1770, 345 en 1871 et 179 en 1975.

## Économie
La commune se situe dans la zone géographique des appellations d'origine protégée (AOP) Beurre d'Isigny et Crème d'Isigny.

## Lieux et monuments
- Église Saint-Martin (XIVe, XVIIIe, XIXe et XXe siècles), avec clocher et petite flèche en pierre, surplombant les rives des marais du Cotentin et du Bessin, inscrite en 1986 à l'IGPC[32]. La corniche de la nef est de style roman. Elle abrite une chaire à prêcher (XVIIIe), des fonts baptismaux (XVIIe), les statues Anges adorateurs (XVIIIe), saint Joseph (XIXe), Vierge à l'Enfant (XIXe), des fresques peintes, par Marcel Gaillard, en 1943, décorées d'anges entourant saint Michel portant secours à Jeanne d'Arc sur la voûte du chœur, une verrière (XXe) de Paul Bony[24].
- Énorme pigeonnier découronné, de 6 mètres de haut et 8,5 mètres de diamètre, près de la voie ferrée.
- Vestiges d'un ancien moulin à vent avec une tour ronde.
- Ferme-manoir du Saulx (1631) inscrite en 1986 à l'IGPC[33].
- Ferme-manoir de la Rue de Bas (1775) et son portail inscrite en 1986 à l'IGPC[34].
- Ferme-auberge de la Huberdière.
- Des maisons-fermes des XVIIe, XVIIIe et XIXe siècles avec les chronogrammes 1604, 1775 recensées en 1986 à l'IGPC[35]
- Pont (XVIIIe siècle) du ruisseau du Ponchet inscrit en 1986 à l'IGPC[36].
- Calvaire (XVIIe siècle) sur la RD 270.
- Calvaire du cimetière (XVIIIe siècle).
- Croix de cimetière (XVIIe siècle) inscrite en 1986 à l'IGPC[37].
- Ancien four à chaux construit vers 1860 à flanc de coteau et dont l'activité a cessé dans les années 1960 inscrite en 1986 à l'IGPC[38]. Les pierres extraites d'une carrière de pierre calcaire étaient par la suite mises au feu et cuites avec du bois, jusqu'à les réduire en poudre. Cette chaux servait ensuite à l'amendement de la terre, comme anti-parasites sur les troncs de pommiers, pour la construction, le blanchissement des murs (désinfectant), ou, pour les bouchers, elle nettoyait la panse des vaches. La chaux était transportée par les gabares.

Marais du Cotentin.

## Personnalités liées à la commune
- Le peintre, Marcel Gaillard (1886 - Liesville 1947), travaille à l'époque pour les services anglais. Couverture parfaite, ses tableaux sont passés au-delà de la ligne de démarcation par le curé du village, avec au dos les renseignements importants pour le futur débarquement. L'activité de résistance de ce peintre demeure fantasmatique : aucun des anciens du village l'ayant connu ne confirme cette activité résistante.